# Monumentos Arquitectónicos de España
El libro Monumentos Arquitectónicos de España es una colección de cuadernos publicados en Madrid entre 1859 y 1881. Presenta información y dibujos de numerosos edificios españoles, seleccionados por su historia y calidad artística.

## Historia

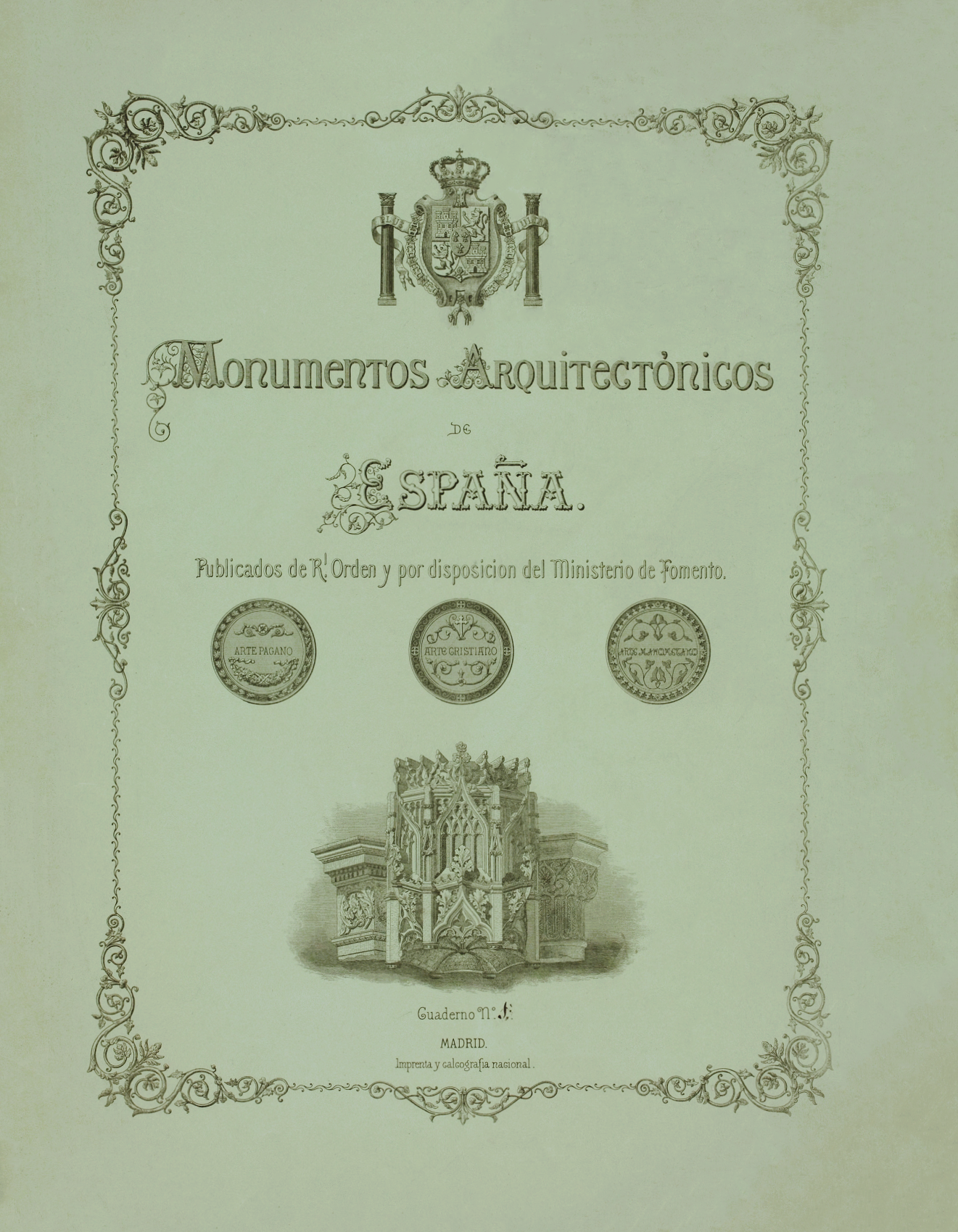
Portada de las carpetas, en el formato inicial de 1859.

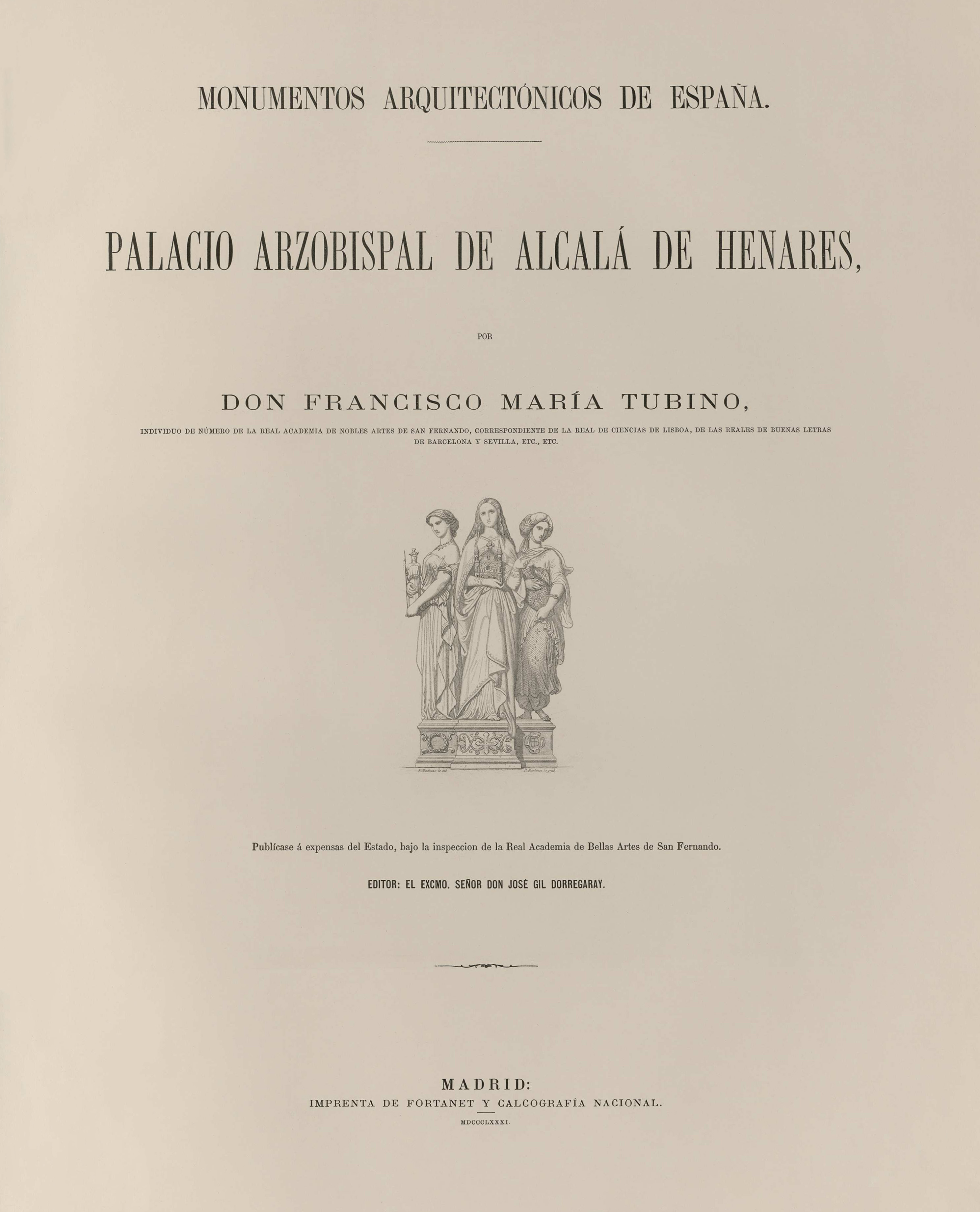
Portada de los cuadernos a partir de 1875.

La colección "Monumentos Arquitectónicos de España" fue un ambicioso proyecto bibliográfico y editorial, con el objetivo de estudiar y difundir el patrimonio artístico español. La fidelidad de las representaciones respecto a sus modelos, convierte sus láminas en una fuente básica de información visual sobre el estado en que se encontraban los edificios a mediados del siglo XIX.
En 1844 se creó la Escuela Especial de Arquitectura y, desde 1849, sus alumnos realizaban trabajos prácticos trasladándose por toda España para dibujar sus monumentos más destacados. Por Real Orden de 8 de octubre de 1850, el Ministerio de Comercio, Instrucción y Obras Públicas decidió financiar estos viajes, convirtiéndolos en oficiales, para recoger la totalidad del patrimonio arquitectónico. Mediante la Real Orden de 3 de julio de 1856 y el Real Decreto de 20 de septiembre del mismo año, se creó una Comisión responsable del reparto de funciones para la publicación de una obra de lujo con estampas de la máxima calidad, denominada Monumentos Arquitectónicos de España. Esta Comisión estaba presidida por Juan Bautista Peyronnet (director de la Escuela de Arquitectura) y compuesta por los profesores Jerónimo de la Gándara y Francisco Jareño (como tesoreros) y de tres arqueólogos encargados de los textos: Pedro de Madrazo y Kuntz, José Amador de los Ríos y Manuel de Assas. Disponía de un presupuesto de 60.000 reales al año, y de otros 10.000 mensuales para gastos de viajes.
Inicialmente todo fueron inconvenientes, no disponían de profesionales cualificados (grabadores, litógrafos) ni de maquinaria y materiales suficientes y apropiados; por lo que fue necesario importarlos y reducir la tirada prevista de 2.000 ejemplares a 600 por edición. La estampación de las láminas se asignó a la Calcografía Nacional y la impresión de los textos a la Imprenta Nacional. En octubre de 1859 se publicó y vendió la primera entrega, programando seis cuadernos ilustrados por año. Peyronnet fue sustituido por Aníbal Álvarez Bouquel y después por Pascual Colomer. Al principio, las entregas salieron a la venta con una media de cuatro estampas más dos hojas de texto explicativo cada una, aunque mezclando en cada cuadernillo provincias, monumentos y textos, dando lugar a un cierto desorden en el conjunto de la colección.
En 1868 hubo una drástica reducción de presupuesto. Se nombró una nueva comisión, presidida por Simeón Ávalos. Se redujeron las entregas a dos por año y, finalmente, se suspendió su publicación en 1870.
Por Real Orden de 17 de mayo de 1872, el Ministerio de Fomento encomendó su gestión a la Real Academia de Bellas Artes de San Fernando, nombrando presidente de la Comisión a Federico de Madrazo (director de la
Corporación). Hasta el 7 de febrero de 1873 se habían publicado 38 cuadernos, según el inventario de dicha Real Academia.
Pero las situación no mejoró, por lo que mediante la Real Orden de 11 de marzo de 1875, se contrató como editor al empresario José Gil Dorregaray, limitando la competencia de la Academia a la dirección facultativa de los trabajos, su inspección artística y la conservación de los dibujos, láminas y piedras litográficas. Dorregaray dio un importante impulso a la obra, publicando siete entregas por año, aumentó la tirada, equilibró imagen y texto haciendo acompañar las estampas sueltas con sus correspondientes estudios documentales, ordenó las entregas, publicó los índices y portadas de las monografías ya concluidas y mejoró la distribución. La impresión continuaba en Madrid, las estampaciones de grabado calcográfico en la Calcografía Nacional, pero los textos pasaron a la imprenta Fortanet (sólo en un cuaderno a Aribau y Cia) y las cromolitografías a varios establecimientos particulares: Litografía Alemana, D. Castell, Heráldica de Madrid, José María Mateu, Julio Donón, y Lemercier y Cia. Quedó tan vinculada la obra a Dorregaray, que su muerte en 1882 supuso también el fin definitivo de la publicación.

## Autores
En su elaboración participó un amplio equipo de reconocidos profesionales en su época, incluso alguno de ellos con varias funciones:
- editor desde 1875: José Gil Dorregaray

- historiadores: Aureliano Fernández-Guerra y Orbe, Francisco María Tubino, José Amador de los Ríos, Juan Facundo Riaño, Manuel de Assas y Ereño, Pedro de Madrazo y Kuntz, Rodrigo Amador de los Ríos.

- dibujantes: A. Rosell, Agustín Felipe Peró, Agustín Ortiz de Villajos, Alejandro Groinner, Alejandro Sureda, Aureliano Ibarra y Manzoni, C. Ulibarri, Carlos Gondorff, Carlos Múgica y Pérez, Cecilio Pizarro, Ciriaco Miguel Vigil, Demetrio de los Ríos, Domingo Pérez Pomareda, Domingo Valdivieso y Henarejos, Federico de Madrazo, Federico Ruiz, Francisco Antonio Contreras Muñoz, Francisco Aznar y García, Francisco Jareño, Francisco Javier Parcerisa, Jaime Serra Gibert, Joaquín Guichot, Jerónimo de la Gándara, Joaquín Calvo, José Vallejo y Galeazo, José Díaz de Bustamante, José María Avrial y Flores, José María Ramón, José María Rubio Escudero, José Marín-Baldo y Cachia, José Picón García, Leandro Serrallach, Luis Martín y Menéndez, Manuel Aníbal Álvarez Amoroso, Manuel Laredo, Marcelino de Unceta y López, Mariano López Sánchez, Matías Laviña Blasco, Modesto Fossas Pi, Nicomedes de Mendívil y Quadra, Pablo Gonzalvo Pérez, Ramón J. Prats, Rafael Contreras Muñoz, Ramón María Jiménez, Ramón Soldevila Trepat, Ricardo Arredondo, Ricardo Velázquez Bosco, Roberto Frassinelli, Rodrigo Amador de los Ríos, Santiago Viaplana Casamala.

- grabadores: Bartolomé Maura y Montaner, Domingo Martínez Aparici, Emilio Ancelet, Enrique Stüler, Esteban Buxó, Eugenio Lemus y Olmo, Federico de Navarrete, Francisco Pérez Baquero, Friedrich Kraus, Joaquín Pi y Margall, José Acevedo, José Díaz de Bustamante, José María Ramón, José Nicolau y Bartomeu, José Severini, Juan Antonio Camacho, Juan de Gangoiti, Lamberto Iranzo, León Gaucherel, Nicolas Chapuy (A. Chappuis).

- litógrafos: Domingo Valdivieso y Henarejos, Eusebio de Letre, Francisco Aznar y García, Francisco Reinhard, Friedrich Kraus, J. Manzano, J. Millán, José Acevedo, Marcelino de Unceta y López, Mariano Fuster, Samuel Urrabieta, Teófilo Rufflé, Martin Thurwanger.

- estampadores: Ch. Delâtre.

## Contenido
La obra Monumentos Arquitectónicos de España se compone de un total de 30 cuadernos monográficos, con 470 hojas de texto y 134 estampas a una o varias tintas; y, además, otras 147 láminas que carecen de texto explicativo. En la parte gráfica se emplearon varias técnicas: aguafuerte y buril sobre matriz de acero (a veces, sobre lámina de cobre), aguatinta, calcografía, litografía y cromolitografía. Los textos fueron impresos a dos columnas, en español y francés, en hojas del mismo formato que las estampas (75x60 cm) y con originales cabeceras y finales.
Las imágenes de las láminas representan principalmente edificios históricos y elementos arquitectónicos, pero también hay esculturas, pinturas, vitrales, cenotafios, cerámica, mobiliario y orfebrería. Se incluyen monumentos de 24 provincias: Alicante, Ávila, Badajoz, Barcelona, Burgos, Cáceres, Córdoba, Gerona, Granada, Guadalajara, Huelva, León, Madrid, Oviedo, Palencia, Salamanca, Segovia, Sevilla, Tarragona, Toledo, Valencia, Valladolid, Zamora y Zaragoza. 
En cada estampa la información se distribuye en dos bandas:
- superior: indicándose en el margen izquierdo el tipo de "arte", según las culturas históricas de España, denominadas en esta serie “pagana”, “mahometana” y “cristiana”. En el centro se rotulaba el nombre de la provincia donde se ubicaba el monumento y el estilo artístico. Y en el margen derecho el tipo de elemento arquitectónico o decorativo dibujado.
- inferior: a la izquierda el autor del dibujo, y a la derecha el autor del grabado o de la litografía (así como la imprenta). En el centro el título de la ilustración y la localidad donde se ubica.

Se publicaron 89 entregas, desde 1859 en forma de carpetas con láminas por provincias, y desde 1875 en cuadernos con temas monográficos hasta 1881:
- Carpeta con láminas de Huelva, Palencia, Salamanca, Sevilla, Valladolid y Zamora[9][10]
- Carpeta con láminas de Ávila, Badajoz, Barcelona, Cáceres, Gerona y León[11]
- Carpeta con láminas de Madrid, Guadalajara, Toledo, Sevilla, Barcelona y Gerona.[12]
- Carpeta con láminas de Valladolid, Palencia, León, Oviedo, Zamora y Salamanca[13]
- Carpeta con láminas de Toledo, Trujillo y Toro[14]
- Carpeta con láminas de Granada y León[15]
- Carpeta con láminas de Burgos, Badajoz, Barcelona y Cáceres[16]
- Carpeta con láminas de Villaviciosa, Concejo del Infiesto, Valladolid, Valencia y Villanueva[17]
- Iglesias parroquiales de Segovia[18]
- 1870: Palacio árabe de la Alhambra[19]
- 1876: La Casa-Lonja de Valencia del Cid[20]
- 1877: Monumentos de la decadencia del arte pagano. Mosaicos gentílicos. Mosaico de Galatea, en Elche[21]
- 1877: Puerta Antigua de Bisagra en Toledo.[22]
- 1877: Primeros monumentos religiosos del arte mahometano en Toledo. Mezquitas llamadas del Santo Cristo de la Luz y de las Tornerías.[23][24]
- 1877: La Cámara Santa de la Catedral de Oviedo, y sus más antiguos monumentos artístico-industriales[25]
- 1877: Ermita de Santa Cristina en el Concejo de Pola de Lena (Asturias)[26]
- 1877: Iglesia de San Miguel de Linio y Palacio de Ramiro I, actualmente destinado á iglesia parroquial bajo el nombre de Santa María del Naranco (Asturias, Concejo de Oviedo)[27]
- 1877: Iglesias de San Salvador de Val-de-Dios y Parroquial de San Salvador de Priesca, en el Concejo de Villaviciosa (Asturias)[28]
- 1877: Monumentos latino-bizantinos de Mérida[29]
- 1877: Tríptico-relicario del Monasterio Cisterciense de Piedra en Aragón[30]
- 1877: Palacio Ducal del Infantado en Guadalajara[31]
- 1877: El monasterio de San Juan de los Reyes en Toledo[32]
- 1878: Salón de la Casa de Mesa (Toledo)[33]
- 1878: El Alcázar de Toledo[34]
- 1878: Antigua Sinagoga, hoy iglesia de Santa María la Blanca; y brocal de un aljibe de la Mezquita Aljama toledana[35]
- 1878: Tres sarcófagos cristianos, de los siglos III, IV y V.[36]
- 1878: Iglesia arcedianal de Santiago en Villena[37]
- 1878: La Universidad Complutense (en Alcalá de Henares)[38]
- 1878: Capilla de Santiago en Santa María (Alcalá de Henares)[39]
- 1878: Monasterio de Fres de Val[40]
- 1879: Monumentos latino-bizantinos de Córdoba[41][42]
- 1879: Orfebrería de la época visigoda. Coronas y cruces del Tesoro de Guarrazar[43]
- 1879: Iglesia parroquial de Santiago del Arrabal, en Toledo[44]
- 1880: Arca sepulcral de San Isidro Labrador, que se conserva en la Iglesia parroquial de San Andrés de Madrid[45]
- 1880: Puerta y escalera del Hospital de la Latina y sepulcros de Francisco Ramírez y Beatriz Galindo, en el Monasterio de la Concepción Jerónima de Madrid[46]
- 1880: La Cartuja de Miraflores, junto a Burgos[47]
- 1880: Monasterio de Santa María La Real de las Huelgas, junto a Burgos[48]
- 1881: Palacio Arzobispal de Alcalá de Henares[49]

Posteriormente ha tenido numerosas reediciones parciales, especialmente de sus láminas, y recopilaciones.